# Barraca d'en Sans II
La Barraca d'en Sans II és una obra del Pla de Santa Maria (Alt Camp) inclosa a l'Inventari del Patrimoni Arquitectònic de Catalunya.

## Descripció
És una barraca de planta rectangular, associada al marge i orientada al sud-oest. Presenta un portal capçat amb una llinda, defensada per dues magnífiques arcades de descàrrega.
A l'interior hi ha la falsa cúpula tapada amb una llosa a l'alçada de 3'20m. També hi ha un cocó, una menjadora i una curiosa lleixa que degut a la seva profunditat es fa difícil saber-ne la utilitat. La fondària d'aquesta estança és de 3m i la seva amplada de 2m.